# Порт Вошингтон (Охајо)
Порт Вошингтон (енгл. Port Washington) град је у америчкој савезној држави Охајо.

## Демографија
По попису из 2010. године број становника је 569, што је 17 (3,1%) становника више него 2000. године.
| Група             | 2000.       | 2010.       |
| Белци             | 540 (97,8%) | 556 (97,7%) |
| Афроамериканци    | 1 (0,2%)    | 0 (0,0%)    |
| Азијати           | 0 (0,0%)    | 1 (0,2%)    |
| Хиспаноамериканци | 7 (1,3%)    | 10 (1,8%)   |
| Укупно            | 552         | 569         |